# Miss Bolivia
Miss Bolivia è un concorso di bellezza femminile, che si tiene ogni anno in Bolivia, dal quale vengono scelte ogni anno le rappresentanti della nazione per i concorsi internazionali di Miss Universo, Miss Mondo, Miss International e Miss Terra. Il concorso è stato istituito nel 1959, ed è organizzato da Gloria Suárez de Limpias dal 1979. Sino ad oggi nessuna rappresentante boliviana ha mai vinto il titolo di Miss Mondo o Miss Universo.

## Albo d'oro

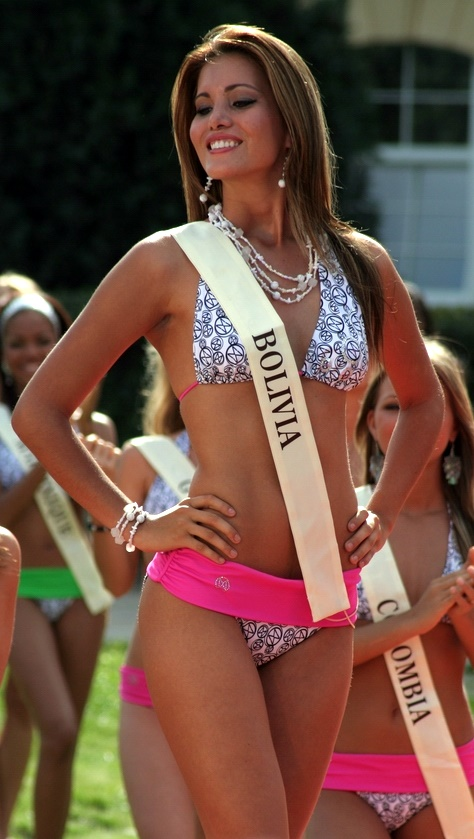
Ana María Ortiz, Miss Mondo Bolivia 2006.

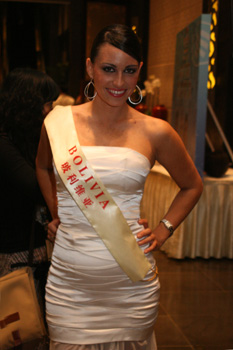
Sandra Hernandez, Miss Bolivia 2007.

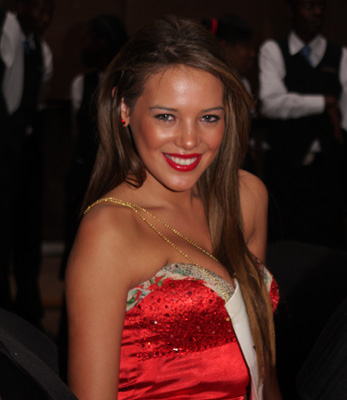
Jackelin Arias, Miss Bolivia 2008.

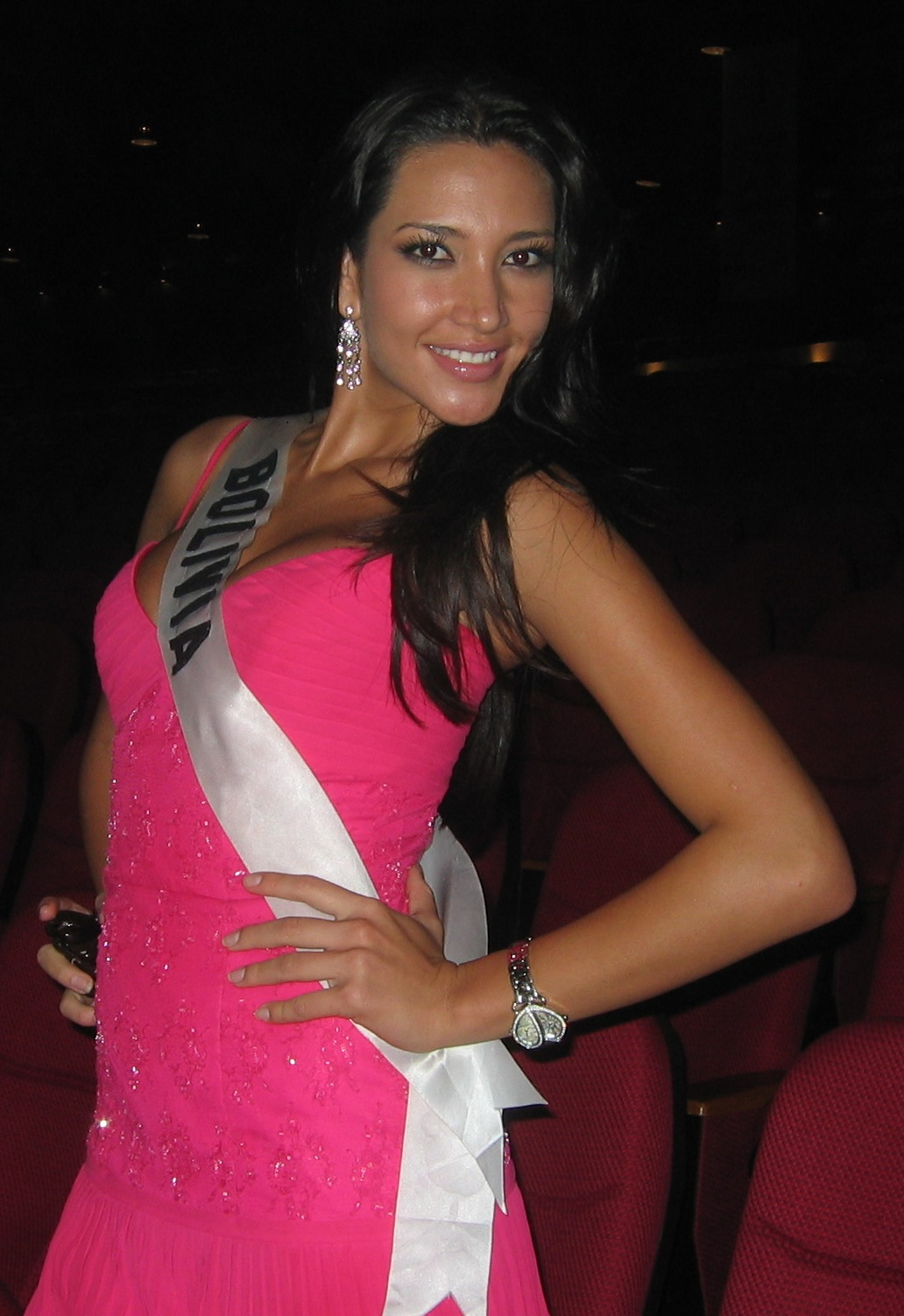
Katherine David Céspedes, Miss Universo Bolivia 2008.

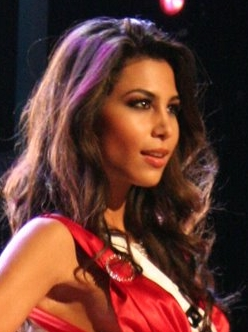
Jessica Jordan Burton, Miss Universo Bolivia 2007.

| Anno | Vincitrici                      | Provenienza         | Titolo                          | Piazzamento/Note                                   |
| ---- | ------------------------------- | ------------------- | ------------------------------- | -------------------------------------------------- |
| 1968 | Luz María Rojas                 |                     | Miss Universo Bolivia 1969      |                                                    |
|      | Nessuna partecipazione          |                     | Miss Mondo Bolivia 1968         |                                                    |
|      | Erika Kohlenberger              |                     | Miss International Bolivia 1969 |                                                    |
| 1969 | Roxana Brown Trigo              |                     | Miss Universo Bolivia 1970      | Best National Costume                              |
|      | Nessuna partecipazione          |                     | Miss Mondo Bolivia 1969         |                                                    |
|      | Nessuna partecipazione          |                     | Miss International Bolivia 1970 |                                                    |
| 1970 | Ana Maria Landivar              |                     | Miss Universo Bolivia 1971      |                                                    |
|      | Nessuna partecipazione          |                     | Miss Mondo Bolivia 1970         |                                                    |
|      | María Villarejo                 |                     | Miss International Bolivia 1971 |                                                    |
| 1971 | Maria Alicia Vargas Vasquez     |                     | Miss Universo Bolivia 1972      |                                                    |
|      | Nessuna partecipazione          |                     | Miss Mondo Bolivia 1971         |                                                    |
|      | Nessuna partecipazione          |                     | Miss International Bolivia 1972 |                                                    |
| 1972 | Roxana Sittic Harb              |                     | Miss Universo Bolivia 1973      |                                                    |
|      | Nessuna partecipazione          |                     | Miss Mondo Bolivia 1972         |                                                    |
|      | Rosemary Columba                |                     | Miss International Bolivia 1973 |                                                    |
| 1973 | Teresa Isabel Callau            |                     | Miss Universo Bolivia 1974      |                                                    |
|      | Nessuna partecipazione          |                     | Miss Mondo Bolivia 1973         |                                                    |
|      | Dilian Nela Martínez            |                     | Miss International Bolivia 1974 |                                                    |
| 1974 | Jacqueline Gamarra Sckett       |                     | Miss Universo Bolivia 1975      |                                                    |
|      | Nessuna partecipazione          |                     | Miss Mondo Bolivia 1974         |                                                    |
|      | Nessuna partecipazione          |                     | Miss International Bolivia 1975 |                                                    |
| 1975 | Carolina Elisa Aramayo Esteves  |                     | Miss Universo Bolivia 1976      |                                                    |
|      | Maria Monica Guardia            |                     | Miss Mondo Bolivia 1975         |                                                    |
|      | Martha Rosa Baeza               |                     | Miss International Bolivia 1976 |                                                    |
| 1976 | Liliana Gutiérrez Paz           |                     | Miss Universo Bolivia 1977      |                                                    |
|      | Nessuna partecipazione          |                     | Miss Mondo Bolivia 1976         |                                                    |
|      | Nessuna partecipazione          |                     | Miss International Bolivia 1977 |                                                    |
| 1977 | Raquel Roca Kuikanaga           |                     | Miss Universo Bolivia 1978      |                                                    |
|      | Elizabeth Yanone Morón          |                     | Miss Mondo Bolivia 1977         |                                                    |
|      | Rosita de Lourdes Requeña       |                     | Miss International Bolivia 1978 | Miss Friendship                                    |
| 1978 | María Luisa Rendon              | Cochabamba          | Miss Universo Bolivia 1979      |                                                    |
|      | Nessuna partecipazione          |                     | Miss Mondo Bolivia 1978         |                                                    |
|      | Sonia Beatriz Villarroel        |                     | Miss International Bolivia 1979 |                                                    |
| 1979 | Carmen Parada                   |                     | Miss Universo Bolivia 1980      | Best National Costume                              |
|      | Patricia Asbun Galarza          |                     | Miss Mondo Bolivia 1979         |                                                    |
|      | María Beatriz Landívar          |                     | Miss International Bolivia 1980 |                                                    |
| 1980 | Sonia Pereira                   | Santa Cruz          | Miss Universo Bolivia 1981      |                                                    |
|      | Sonia Giovanna Malpartida       | Chuquisaca          | Miss Mondo Bolivia 1980         |                                                    |
|      | Maria Beatriz Landívar          | Santa Cruz          | Miss International Bolivia 1981 |                                                    |
| 1981 | Maricruz Aponte                 | Santa Cruz          | Miss Universo Bolivia 1982      |                                                    |
|      | Carolina Diaz Mansour           | Pando               | Miss Mondo Bolivia 1981         |                                                    |
|      | Rosario Suárez                  | Santa Cruz          | Miss International Bolivia 1982 | Non partecipa                                      |
| 1982 | Sandra Villarroel Gallati       | Santa Cruz          | Miss Universo Bolivia 1983      |                                                    |
|      | Brita Cederberg                 | Oruro               | Miss Mondo Bolivia 1982         | Semifinalista                                      |
|      | Beatrice Peña                   | Santa Cruz          | Miss International Bolivia 1983 |                                                    |
| 1983 | Cecilia Zamora                  | Tarija              | Miss Universo Bolivia 1984      |                                                    |
|      | Ana Maria Taboada Arnold        | Tarija              | Miss Mondo Bolivia 1983         | Semifinalista                                      |
|      | Valeria Buitrago Crespo         | La Paz              | Miss International Bolivia 1984 |                                                    |
| 1984 | Lourdes Aponte                  | La Paz              | Miss Universo Bolivia 1985      |                                                    |
|      | Erika Weise                     | Santa Cruz          | Miss Mondo Bolivia 1984         |                                                    |
|      | Maria Gómez                     | Cochabamba          | Miss International Bolivia 1985 |                                                    |
| 1985 | Gabriela Orozco                 | La Paz              | Miss Universo Bolivia 1986      |                                                    |
|      | Carolina Issa Abudinen          | Santa Cruz          | Miss Mondo Bolivia 1985         |                                                    |
|      | Ana Patricia Castellanos        | Tarija              | Miss International Bolivia 1986 |                                                    |
| 1986 | Elizabeth O'Connor D'Arlach     | Tarija              | Miss Universo Bolivia 1987      |                                                    |
|      | Claudia Arévalo                 | Cochabamba          | Miss Mondo Bolivia 1986         |                                                    |
|      | Gloria Patricia Roca            | Beni                | Miss International Bolivia 1987 |                                                    |
| 1987 | Patricia Arce                   | Santa Cruz          | Miss Universo Bolivia 1988      |                                                    |
|      | Birgit Ellefsen                 | Cochabamba          | Miss Mondo Bolivia 1987         |                                                    |
|      | Gouldin Balcázar                | Santa Cruz          | Miss International Bolivia 1988 |                                                    |
| 1988 | Ana Maria Pereira               | Santa Cruz          | Miss Universo Bolivia 1989      |                                                    |
|      | Claudia Nazer                   | Tarija              | Miss Mondo Bolivia 1988         |                                                    |
|      | Sonia Montero                   | Santa Cruz          | Miss International Bolivia 1989 |                                                    |
| 1989 | Raquel Cors                     | Tarija              | Miss Universo Bolivia 1990      |                                                    |
|      | Maria Victoria Julio            | Tarija              | Miss Mondo Bolivia 1989         |                                                    |
|      | Katerine Rivera                 | Santa Cruz          | Miss International Bolivia 1990 |                                                    |
| 1990 | Rosario Rico Toro               | Cochabamba          | Miss Universo Bolivia 1991      | Top 5 finalista                                    |
|      | Daniela Domínguez               | Tarija              | Miss Mondo Bolivia 1990         |                                                    |
|      | Giselle Greminger               | Santa Cruz          | Miss International Bolivia 1991 | Semifinalista                                      |
| 1991 | Selva Landívar                  | Santa Cruz          | Miss Universo Bolivia 1992      |                                                    |
|      | Mónica Gamarra                  | Cochabamba          | Miss Mondo Bolivia 1991         |                                                    |
|      | Rosmy Pol                       | Cochabamba          | Miss International Bolivia 1992 |                                                    |
| 1992 | Natasha Gabriel Arana           | Beni                | Miss Universo Bolivia 1993      |                                                    |
|      | Verónica Pino                   | Tarija              | Miss Mondo Bolivia 1992         |                                                    |
|      | Ana Paola Roca                  | Santa Cruz          | Miss International Bolivia 1993 |                                                    |
| 1993 | Cecilia O'Connor-d'Arlach       | Santa Cruz          | Miss Universo Bolivia 1994      |                                                    |
|      | Claudia Arrieta                 | Santa Cruz          | Miss Mondo Bolivia 1993         |                                                    |
|      | Maria Renée David               | Santa Cruz          | Miss International Bolivia 1994 |                                                    |
| 1994 | Sandra Rivero Zimmermann        | Santa Cruz          | Miss Universo Bolivia 1995      |                                                    |
|      | Mariel Gabriela Arce Taborga    | Cochabamba          | Miss Mondo Bolivia 1994         |                                                    |
|      | Maria Cristina Tondelli         | Santa Cruz          | Miss International Bolivia 1995 |                                                    |
| 1995 | Natalia Cronenbold Aguilera     | Santa Cruz          | Miss Universo Bolivia 1996      |                                                    |
|      | Carla Morón                     | Santa Cruz          | Miss Mondo Bolivia 1995         | Semifinalista                                      |
|      | Liliana Arce Angulo             | Tarija              | Miss International Bolivia 1996 | Semifinalista                                      |
| 1996 | Helga Bauer Salas               | Santa Cruz          | Miss Universo Bolivia 1997      |                                                    |
|      | Andrea Forti Sandoval           | Tarija              | Miss Mondo Bolivia 1996         |                                                    |
|      | Elke Groterhorst Pacheco        | Santa Cruz          | Miss International Bolivia 1997 | Semifinalista                                      |
| 1997 | Verónica Larrieu                | Santa Cruz          | Miss Universo Bolivia 1998      |                                                    |
|      | Mitzy Suárez                    | Santa Cruz          | Miss Mondo Bolivia 1997         |                                                    |
|      | Fabiana Nieva Caso              | Tarija              | Miss International Bolivia 1998 |                                                    |
| 1998 | Susana Barrientos Roig          | Santa Cruz          | Miss Universo Bolivia 1999      |                                                    |
|      | Bianca Bauer                    | Santa Cruz          | Miss Mondo Bolivia 1998         |                                                    |
|      | Liliana Peña                    | Santa Cruz          | Miss International Bolivia 1999 | Semifinalista                                      |
| 1999 | Yenny Vaca Paz                  | Santa Cruz          | Miss Universo Bolivia 2000      |                                                    |
|      | Raquel Rivera                   | Tarija              | Miss Mondo Bolivia 1999         |                                                    |
|      | Natalia Arteaga Gamarra         | Santa Cruz          | Miss International Bolivia 2000 |                                                    |
| 2000 | Claudia Andrea Arano            | Santa Cruz          | Miss Universo Bolivia 2001      |                                                    |
|      | Jimena Rico Toro Gamarra        | Cochabamba          | Miss Mondo Bolivia 2000         |                                                    |
|      | Catherine Villarroel Márquez    | Santa Cruz          | Miss International Bolivia 2001 |                                                    |
| 2001 | Paola Coimbra Antipieff         | Santa Cruz          | Miss Universo Bolivia 2002      |                                                    |
|      | Claudia Etmüller Spinatto       | Santa Cruz          | Miss Mondo Bolivia 2001         |                                                    |
|      | Joan Priscila Quiroga           | La Paz              | Miss International Bolivia 2002 |                                                    |
|      | Catherine Villarroel Márquez    | Santa Cruz          | Miss Terra Bolivia 2001         | Semifinalista                                      |
| 2002 | Irene Aguilera                  | Santa Cruz          | Miss Universo Bolivia 2003      |                                                    |
|      | Alejandra Montero               | Beni                | Miss Mondo Bolivia 2002         |                                                    |
|      | Carla Ameller                   | Santa Cruz          | Miss International Bolivia 2003 |                                                    |
|      | Susana Vaca Diez                | Santa Cruz          | Miss Terra Bolivia 2002         |                                                    |
| 2003 | Gabriela Oviedo                 | Santa Cruz          | Miss Universo Bolivia 2004      |                                                    |
|      | Helen Aponte                    | Beni                | Miss Mondo Bolivia 2003         | Semifinalista                                      |
|      | Muriel Cruz                     | Santa Cruz          | Miss International Bolivia 2004 | Semifinalista                                      |
|      | Claudia Azaeda Melgar           | Santa Cruz          | Miss Terra Bolivia 2003         | Miss Photogenic                                    |
| 2004 | Andrea Abudinen Richter         | Santa Cruz          | Miss Universo Bolivia 2005      |                                                    |
|      | Nuvia Montenegro                | Beni                | Miss Mondo Bolivia 2004         |                                                    |
|      | Vanessa Morón                   | Tarija              | Miss International Bolivia 2005 |                                                    |
|      | Muriel Cruz                     | Santa Cruz          | Miss Terra Bolivia 2004         |                                                    |
| 2005 | Desiree Durán                   | Santa Cruz          | Miss Universo Bolivia 2006      | Top 10 finalista                                   |
|      | Viviana Méndez                  | Santa Cruz          | Miss Mondo Bolivia 2005         |                                                    |
|      | Gretel Stehli Parada            | Santa Cruz          | Miss International Bolivia 2006 |                                                    |
|      | Vanessa Patricia Morón Jarzun   | Tarija              | Miss Terra Bolivia 2005         |                                                    |
| 2006 | Jessica Jordan Burton           | Beni                | Miss Universo Bolivia 2007      |                                                    |
|      | Ana María Ortíz                 | Beni                | Miss Mondo Bolivia 2006         |                                                    |
|      | Pamela Justiniano               | Santa Cruz          | Miss International Bolivia 2007 |                                                    |
|      | Jessica Jordan Burton           | Beni                | Miss Terra Bolivia 2006         |                                                    |
| 2007 | Katherine David Céspedes        | Santa Cruz          | Miss Universo Bolivia 2008      |                                                    |
|      | Sandra Hernández                | Cochabamba          | Miss Mondo Bolivia 2007         |                                                    |
|      | Angélica Olavarría              | Santa Cruz          | Miss International Bolivia 2008 |                                                    |
|      | Carla Fuentes Rivero            | Tarija              | Miss Terra Bolivia 2007         |                                                    |
| 2008 | Noemi Dominique Peltier         | Cochabamba          | Miss Universo Bolivia 2009      |                                                    |
|      | Jacqueline Arias                | Beni                | Miss Mondo Bolivia 2008         |                                                    |
|      | Laura Olivera                   | Tarija              | Miss International Bolivia 2009 |                                                    |
|      | Carolina Urquiola               | La Paz              | Miss Terra Bolivia 2009         |                                                    |
| 2009 | Claudia Arce Lemaitre           | Chuquisaca          | Miss Universo Bolivia 2010      |                                                    |
|      | Flavia Foianini                 | Santa Cruz          | Miss Mondo Bolivia 2009         |                                                    |
|      | Ximena Vargas                   | Santa Cruz          | Miss International Bolivia 2010 |                                                    |
| 2010 | Olivia Pinheiro                 | Santa Cruz          | Miss Universo Bolivia 2011      |                                                    |
|      | María Teresa Roca               | Beni                | Miss Mondo Bolivia 2010         |                                                    |
|      | Yovana O'Brien                  | Bicentenario        | Miss Terra Bolivia 2010         |                                                    |
|      | Beatriz Olmos                   | Litoral             | Miss Tourism Queen Bolivia 2010 |                                                    |
| 2011 | Yéssica Mounton                 | Señorita Litoral    | Miss Universo Bolivia 2011      |                                                    |
|      | Yohana Vaca                     | Litoral             | Miss Mondo Bolivia 2011         |                                                    |
|      | Daniela Núñez                   | Santa Cruz          | Miss International Bolivia 2011 |                                                    |
|      | Valeria Avendaño                | Miss La Paz         | Miss Terra Bolivia 2011         |                                                    |
| 2012 | Alexia Laura Viruez Pictor      | Miss Santa Cruz     | Miss Universo Bolivia           |                                                    |
|      | Mariana García Mariaca          | Miss La Paz         | Miss Mondo Bolivia              |                                                    |
|      | Stephanie Núñez                 | Miss Pando          | Miss Internacional Bolivia      |                                                    |
|      | Dayana Dorado Moreno            | Miss Beni           | Miss Terra Bolivia              |                                                    |
| 2013 | Claudia María Tavel Antelo      | Señorita Santa Cruz | Miss Universo Bolivia           |                                                    |
|      | María Alejandra Castillo        | Señorita Tarija     | Miss Mondo Bolivia              |                                                    |
|      | Adriana Delgadillo Galván       | Miss Chuquisaca     | Miss Internacional Bolivia      | 2° Best National Costume                           |
|      | María Renée Carmona Solíz       | Miss Cochabamba     | Miss Terra Bolivia              | 1 medaglia di bronzo                               |
|      | Dayana Dorado Moreno            | Miss Beni           | Miss Supranacional Bolivia      |                                                    |
| 2014 | Romina Rocamonje Fuentes        | Miss Beni           | Miss Universo Bolivia           |                                                    |
|      | Andrea Neydi Forfori Aguilera   | Miss Litoral        | Miss Mondo Bolivia              | Top 25 semifinalista, Top 10 Beauty with a Purpose |
|      | Joselyn Toro Leigue             | Señorita Santa Cruz | Miss Internacional Bolivia      |                                                    |
|      | Eloisa Gutierrez Rendón         | Miss Chuquisaca     | Miss Terra Bolivia              | 2 medaglie d'argento                               |
|      | Camila Alejandra Lepere Serrano | Miss Santa Cruz     | Miss Bolivia Grand              |                                                    |